# Tissington Hall
Tissington Hall est un manoir jacobéen du début du XVIIe siècle situé à Tissington, près d'Ashbourne, dans le Derbyshire. C'est un bâtiment classé Grade II*.

## Histoire
Les FitzHerbert, descendants de la famille normande de Norbury Manor, acquièrent Tissington par le mariage de Nicholas FitzHerbert (le deuxième fils de John FitzHerbert de Somersal Herbert) avec Ciceley Frauncis, héritière de Tissington, en 1465.
L'ancien manoir entouré de douves à Tissington est remplacé par le nouveau manoir en 1609 par Francis FitzHerbert et reste la maison de la famille FitzHerbert. L'occupant actuel est Sir Richard FitzHerbert, 9e baronnet. Francis FitzHerbert et son fils (Sir) John ont tous deux exercé les fonctions de haut shérif du Derbyshire, un poste qui circule parmi les familles du comté .

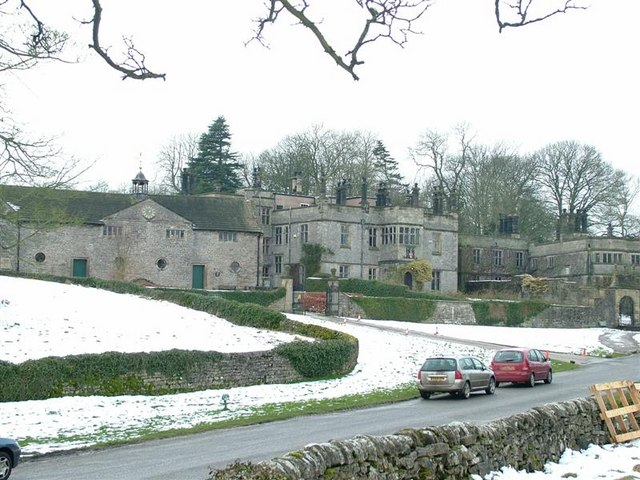
Tissington Hall : l'étable est sur la gauche

Tissington Hall est un manoir inhabituel. C'est l'un d'un petit groupe  de maisons de noblesse compactes du Derbyshire dans lesquelles un hall central traverse la maison d'avant en arrière. Nicholas Cooper suppose que le caractère inhabituel et progressif peut être dû à l'influence des loges (il a compté une cinquantaine de domaines emparkés dans la carte du comté de Saxton, de 1570) et au grand exemple d'un couloir traversant à Hardwick.
Une cheminée gothique rococo dans la maison suit un design publié par Batty Langley .

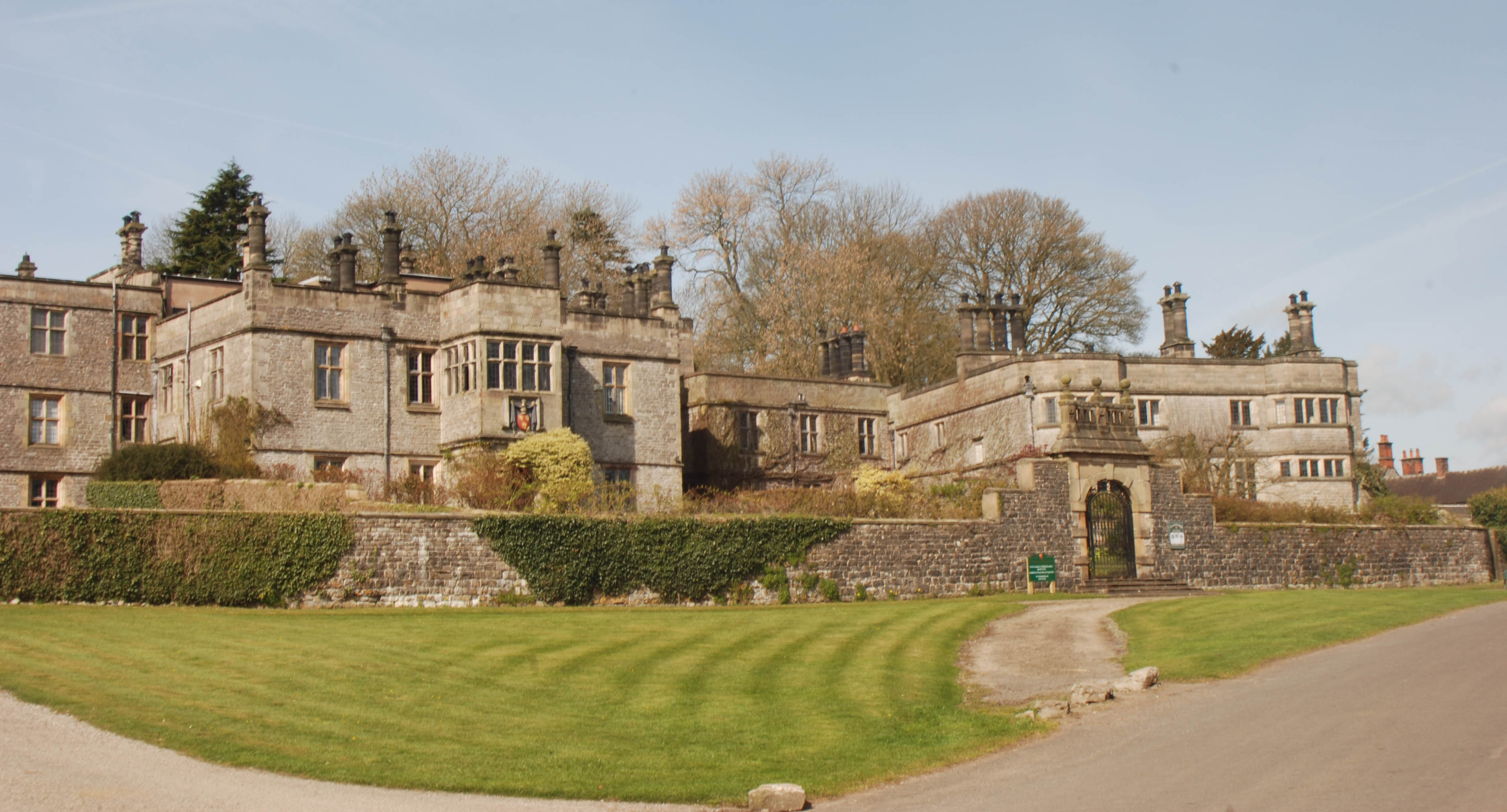

Le manoir est ouvert au public à des moments précis de l'année et est disponible pour des réceptions commerciales et privées .
Le manoir est classé Grade II*, la deuxième désignation la plus élevée . Les terrasses et murs du jardin, bloc d'écurie, les logements du personnel et les dépendances, et les portes d'entrée  sont répertoriés séparément, tous de grade II.